# 프린스 호텔
프린스 호텔 또는 주식회사 프린스 호텔(株式会社プリンスホテル, Prince Hotels)은 일본 도쿄 도시마구에 본사를 둔 호텔 체인 회사의 이름이다. 세이부 홀딩스 주식회사의 자회사이다. 프린스 호텔은 세이부 철도와 함께 세이부 그룹의 핵심 기업이다.

## 개요
제2차 세계 대전 이후 연합군이 일본을 점령하는 동안 많은 일본 화족은 직위를 잃었고 보유 부동산에 대해 엄청난 과세 대상이 되었다. 고쿠도사를 통해 세이부 철도를 관리했던 쓰쓰미 야스지로는 이들 가족의 부동산 중 일부를 할인된 가격에 구입하여 호텔 개발에 사용하기로 했다. 이들 호텔 중 첫 번째 호텔인 그랜드 프린스 호텔 다카나와는 1953년 다케다노미야 저택 부지에 문을 열었다. 도쿄 프린스 호텔은 원래 여러 도쿠가와 가문 쇼군들의 무덤이 있던 자리에 1964년에 문을 열었으며, 그들의 시신은 인근 조조지 사원으로 옮겨졌다.
원래 프린스 호텔이라는 브랜드의 호텔은 프린스 호텔이 전체를 소유한 것이 아니라 세이부 철도, 고쿠도, 이즈하코네 철도 등 여러 회사에서 운영했다. 언론에서는 프린스 호텔의 경영시스템을 '부채운영'으로 표현했다. 은행에서 자금을 빌려 그 자금을 활용해 토지를 개발하고, 땅값이 오르면서 더 많은 자금을 빌렸다. 이 시스템은 1960년대 일본의 경제성장과 함께 작동했다가 1990년대 버블경제가 붕괴될 때까지 작동했다.
2005년 세이부 철도의 상장 폐지에 따른 세이부 그룹의 재편에 따라 프린스 호텔 컴퍼니는 고쿠도와 합병되었다. 현재 모든 프린스 호텔은 프린스 호텔 컴퍼니(Prince Hotels Company)에서 운영하고 있다. 과거 무리한 증설로 인해 회사는 실적이 저조한 설비를 많이 보유하고 있다. 현재 턴어라운드 계획에 따라 폐쇄, 매각되었으며 약 40개 시설을 폐쇄 또는 매각할 계획이다.

## 같이 보기
- 세이부 철도
- 사이타마 세이부 라이온스
- 요코하마 핫케이지마 시 파라다이스